# Droga 66K-16 (Rosja)
Droga 66K-16 – droga regionalna, znajdująca się na terytorium Rosji.

## Geografia
Droga regionalna 66K-16 łączy drogę federalną A130 z drogą magistralną M1 (A130 – Rosław – Jelnia – Dorogobuż – Safonowo – M1).

## Historia
Poprzednia nazwa drogi to „R137” – nowa uprawomocniła się w 2010 roku. 31 grudnia 2017 r. skończył się okres przejściowy, w którym mogły być używane obie nazwy.